# Ячейка Хэдли

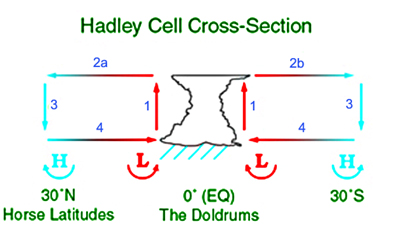
Ячейка Хэдли, одна из трёх тропосферных циркуляционных ячеек в каждом полушарии, которые перемещают тепло по направлению от экватора к полюсам и определяют погоду и климат на Земле

Ячейка Хэ́дли, или ячейка Гадлея — элемент циркуляции земной атмосферы, наблюдаемый в тропических широтах. Он характеризуется восходящим движением у экватора, направленными к полюсам потоками на высоте 10-15 км, нисходящими движением в субтропиках и потоками по направлению к экватору у поверхности. Эта циркуляция непосредственно связана с такими явлениями как пассаты, субтропические пустыни и субтропические высотные струйные течения, определяет погоду и климат в тропиках. Названа в честь английского метеоролога-любителя Джорджа Хэдли, впервые описавшего механизм возникновения пассатов.

## Механизм

Расположение элементов общей циркуляции атмосферы.

Основная движущая сила атмосферной циркуляции — это неравномерное поступление энергии Солнца, которая в среднем нагревает атмосферу больше у экватора и меньше у полюсов. Атмосферная циркуляция переносит энергию по направлению к полюсам, таким образом уменьшая градиент температуры между экватором и полюсами. Механизм, при помощи которого это реализуется, различается в тропических и внетропических широтах.
Между 30° с. ш. и 30° ю. ш. этот транспорт энергии реализуется за счёт относительно простой циклической циркуляции. Воздух поднимается у экватора, переносится по направлению к полюсам у тропопаузы, опускается в субтропиках и возвращается к экватору у поверхности. В высоких широтах транспорт энергии осуществляется циклонами и антициклонами, которые перемещают относительно тёплый воздух по направлению к полюсам, а холодный по направлению к экватору в одной и той же горизонтальной плоскости. Тропическая циркуляционная ячейка называется ячейкой Хэдли.
В районе тропопаузы, когда воздух перемещается по направлению к полюсам, он испытывает действие силы Кориолиса, которая поворачивает ветер направо в Северном полушарии и налево в Южном полушарии, создавая тропическое высотное струйное течение, которое направлено с запада на восток. Можно представить это себе как кольцо воздуха, старающееся сохранить свой угловой момент в абсолютной системе координат (не вращающейся с Землёй). Когда кольцо воздуха перемещается по направлению к полюсу, то оказывается ближе к оси вращения и должно вращаться быстрее, что создаёт струйные течения, вращающиеся быстрее чем сама Земля, которые называются струйными течениями и направлены с запада на восток по отношению к поверхности. Аналогично у поверхности Земли воздух, возвращающийся к экватору, вращается на запад, или замедляется с точки зрения невращающегося наблюдателя, поскольку отдаляется от оси вращения. Эти приповерхностные ветра называются пассаты.